# 羅美莎蘇丹
羅美莎蘇丹（鄂圖曼土耳其文：‎；？—？），是奧斯曼帝國蘇丹蘇里曼一世的王子穆斯塔法的妃子，她也是馬赫穆德王子的母親。

## 生平
她生於波斯尼亚和黑塞哥维那，母親是法國服裝製造人，她父親是畫家。她真名是娜迪亞·法蘭高絲（Nadia Frankos）。12歲進入穆斯塔法的後宮，因美貌與智力吸引他注意，並成為他最愛的妃子，1547年他生下馬赫穆德王子（Şehzade Mehmed），於1553年穆斯塔法死後，她與馬赫穆德王子、穆斯塔法的母親搬到布爾薩。在馬赫穆德6歲時被勒死，她再搬到士麥那並定居於此，她在那里很受尊重，並死於此地。

## 連結
- Who's Rümeysa (Meraklısına: Şehzade Mustafa’nın Karısı – Cariyesi Dilefruz- Rümeysa Sultan Kimdir?) （页面存档备份，存于）